# La Porte (California)
La Porte es un lugar designado por el censo en el condado de Plumas en el estado estadounidense de California. En el censo de los Estados Unidos de 2000 tenía una población de 43 habitantes y una densidad poblacional de 3.7 personas por km².

## Geografía
La Porte se encuentra ubicado en las coordenadas 39°40′55″N 120°59′5″O / 39.68194, -120.98472. Según la Oficina del Censo, la ciudad tiene un área total de 11,6 km² (4,5 mi²), de la cual 11,6 km² (4,5 mi²) es tierra y 0 km² (0 mi²) (0 %) es agua.

## Demografía
Según el censo de los Estados Unidos de 2000 los ingresos medios por hogar en la localidad eran de $30,781, y los ingresos medios por familia eran $11,250. Los hombres tenían unos ingresos medios de $12,083 frente a los $0 para las mujeres. La renta per cápita para la localidad era de $18,258. Alrededor del 65.0% de la población estaban por debajo del umbral de pobreza.